# Ion Adamache
Ion Adamache, cunoscut și ca Ionel Adamache (n. 9 august 1923, Tulcea, Tulcea, România – d. 25 noiembrie 1998, Calgary, Alberta, Canada) a fost un inginer român.

## Biografie
Născut la 9 august 1923 la Tulcea, a început liceul în orașul natal și l-a terminat la București, unde s-a înscris apoi la Institutul Politehnic, secția Petrol și Gaze, pe care a absolvit-o în 1947 cu calificativul Magna cum laude. S-a angajat în același an, prin concurs, la ASTRA Română, societate româno-americană, ca inginer de producție. A lucrat în diverse câmpuri petrolifere până în 1951, când s-a angajat, tot prin concurs, la Institutul de Cercetări Petroliere din Câmpina. A lucrat în calitate de cercetător, apoi de șef de proiect. Celebrul Walt Disney a vizitat în 1961 pavilionul românesc al petrolului deschis în Italia cu prilejul centenarului unificării țării, căutând o ambianță potrivită pentru unele din filmele sale aniversare de desene animate și a avut o discuție cu inginerul Adamache, fiind uimit de capacitatea imaginativă a acestuia. A numit felul său de a fi „imagineering“, poreclă plină de premoniție.
Ion Adamache și-a susținut teza de doctorat în 1966, având ca temă Noi tehnici și tehnologii de extragere a petrolului cu micșorarea costurilor de producție.

## Cariera
Ion Adamache a devenit director științific al Institutului de Cercetări Petroliere din Câmpina (1966-1968), apoi consilier în Departamentul de Petrol al Consiliului Național al Cercetării Științifice (CNCS), funcție din care a fost silit să demisioneze în 1971, fiind considerat inadaptabil la linia partidului în probleme economice. Se aflase și că în 1968 devenise membru al Societății Internaționale a Inginerilor în Petrol din SUA (SPE). A fost trimis ca simplu inginer la Schela Bolintin (1971–1972). S-a angajat la Centrul de Perfecționare a Inginerilor și Tehnicienilor din Ministerul Petrolului, ca profesor (1972 – 1973), a scris cursuri și manuale, printre care trebuie menționat volumul Pompe de producție, și a aplicat pentru diverse poziții, reușind să obțină, prin concurs inițiat de Libia la București, postul de Reservoir Engineering Manager (director administrativ al rezervelor de petrol) la Compania Națională de Petrol din Libia (1974–1976), unde a condus lucrări inclusiv în Sahara.
În 1977 a cerut azil politic în Italia și a stat, împreună cu soția, Ana Adamache, 10 luni în lagărele de la Trieste și Latina. Până în acest moment al carierei sale, inginerul Ion Adamache avea la activ 17 patente de invenție, 8 cursuri și manuale și numeroase articole publicate în reviste de specialitate în română, franceză și engleză. Participase la congresele internaționale ale petrolului din Mexic, Moscova și Tokio (între 1967 și 1975). Deviza sa era: Labor omnia vincit (Munca învinge orice).
De acolo a plecat în Canada, fiind înregistrat ca imigrant (1977 – 1981) și apoi cetățean canadian. S-a stabilit la Calgary și a lucrat, vreme de 32 de ani, în industria canadiană a petrolului. L-a reîntâlnit acolo pe unul dintre mentorii săi din tinerețe, Traian Nițescu, fugit în 1948 din România (trecând Dunărea înot), care lucra la Canadian Fina LTD și adusese producția acesteia la un miliard de dolari canadieni înainte de a fi vândută către Petro Canada. Acolo a patentat prin Canterra Energy Ltd., al cărei al doilea angajat a fost (în 1987 în Canada și 1989 în SUA), procedeele de extragere a petrolului prin injectare cu apă sărată și de procesare a petrolului crud prin purificare de sulfuri, pe care nu reușise să le aplice în România. Astfel, investind 4 milioane de dolari în aceste noi tehnologii, Canterra a extras petrol din partea central-vestică a Albertei în ritm de 300 de tone pe zi, cu un procentaj de puritate de 99%. Astăzi aceste procedee se aplică încă în șase țări. Canada se pregătește să folosească la adâncimi și mai mari tehnologiile lui Ion Adamache (se numesc „pompele Ion“), extrăgând petrolul și înlocuind pungile respective cu apă sărată. Procentajul de puritate scontat ar fi de 68%. Pentru aceste noi aplicații, inginerul Ion Adamache a convins compania Husky să investească în teste în zona râului Rainbow Keg, folosind o tehnologie pe care a perfecționat-o.
Inginerul Adamache a devenit membru fondator al Horizontal Well Special Interest Group of the Petroleum Society, parte a CIM (Canadian Institute of Mining, Metallurgy and Petroleum). La Calgary, inginerul Adamache a fost coordonator al corpului inginerilor specialiști în rezervoare de petrol la R&D și director de producție la Canterra Energy Ltd., cumpărată apoi de Aquitaine.
În 1991 a fondat Secția română a Societății Internaționale a Inginerilor din Petrol din SUA (SPE), înscriind primii o sută de ingineri români pe care i-a introdus în circuitul internațional. A organizat zece conferințe CIM / SPE și cinci conferințe tehnice anuale ale CIM. A fost membru al APPEGA (Asociația Inginerilor și Geologilor din Alberta) din 1978, al CIM, al CANMET (Canadian Centre for Mineral and Energy Technology), al SPE, al Petroleum Recovery Institute (PRI) și al Computer Modelling Group (GMC).
După ce s-a retras din aceste activități și-a fondat propria sa afacere, ADAMACHE PETROENG LTD., firmă de consultanță în domeniul petrolului. Vorbind fluent șase limbi, a fost solicitat ca expert în Libia, Franța, Italia, China, URSS, Japonia, Venezuela, Mexic, Ungaria, Iugoslavia, SUA, România. A fost invitat să conferențieze în Italia, Japonia, Franța. Considerat un imaginativ în inginerie, „imagineering“, cum remarcase Walt Disney.
În anul 1993 și-a înființat propria companie, acordând consultanță în domeniul extracției petrolului pentru Libia, Franța, Italia, China, Venezuela, URSS, Iugoslavia, SUA, Canada.

## Distincții
Adamache Ion a fost prețuit prin acordarea a numeroase distincții: 
- Franck Spragins Award al APPEGA în 1991, ca recunoaștere a integrității, expertizei și realizărilor în domeniul ingineriei;
- CANMET Technology Transfer Award în 1992, pentru contribuția sa excepțională la industria canadiana fosiliferă;
- Fellowship Award al CIM în 1993, pentru contribuțiile sale definitorii la industria canadiană a mineralelor și la activitatea CIM;
- Ales membru de onoare al SPE.